# Tông Sóc cây
Sciurini là một tông trong Họ Sóc

## Phân loài
Cách phân loại cũ
- Tông Sciurini
  - Phân bộ Sciurina
    - Chi Sciurus
    - Chi Guerlinguetus (currently included in Sciurus)[2]
    - Chi Rheithrosciurus

  - Phân bộ Microsciurina
    - Chi Microsciurus
    - Chi Syntheosciurus (kể cả hai loài hiện hành Sciurus, S. granatensis và S. pyrrhinus)

  - Subtribe Sciurillina
    - Chi Sciurillus

Các phân loại mới (từ năm 2007)
- Tông Sciurini
  - Freudenthalia (hóa thạch, sớm kỷ Miocene của châu Âu)
  - Rheithrosciurus
  - Plesiosciurus (hóa thạch trung kỷ Miocene của châu Á)
  - Subtribe Sciurina
    - Douglassciurus (hóa thạch hậu Eocene của Bắc Mỹ; McKenna và Bell thường dùng Douglassia để thế cho Douglassciurus)[3]
    - Protosciurus (hóa thạch, sớm Oligocene tới sớm Miocene của Bắc Mỹ)
    - Miosciurus (fossil, early Miocene of North America)
    - Sciurus (kể cả Syntheosciurus)
    - Microsciurus

  - Phân bộ Sciurillina
    - Sciurillus